# Zohre Esmaeli
Zohre Esmaeli (née le 1er juillet 1985) est une mannequin, designer et auteure afghane. Elle vit à Berlin, en Allemagne. On disait qu'elle était le seul top model international d'Afghanistan en 2014.

## Biographie

### Jeunesse
Zohre Esmaeli est née le 1er juillet 1985 à Kaboul, la plus jeune d'une famille de sept enfants. Sa mère, qui était la deuxième épouse de son père, est décédée dans un accident de la route alors qu'elle avait deux ans,. Elle a été élevée par la première femme de son père et a quatre frères et deux sœurs. Comme ses sœurs, en tant que fille, elle ne pouvait pas fréquenter une école publique, mais après avoir supplié son père, il a accepté qu'elle soit scolarisée à la maison par des tuteurs privés,.

### Fuite de l'Afghanistan
Quand Esmaeli avait treize ans, ses parents ont vendu tous leurs biens et ont décidé de quitter l'Afghanistan pour échapper à la guerre et au régime taliban. Son père a quitté Kaboul avec trois de ses enfants et sa seconde épouse sur le plateau d'un camion. Ils ont payé un gang de passeurs russes pour les amener en Allemagne afin de rejoindre ses frères qui y vivaient déjà. Leur voyage difficile et long de 10 000 km a duré six mois, via l'Iran, le Kazakhstan, la Russie, l'Ukraine et la République tchèque, mais en 1999, ils ont finalement traversé la frontière avec la Bavière. Au cours de ce voyage dangereux, composé de longues promenades hivernales à travers les bois et de promenades cachées dans des wagons de train et des coffres de voiture, Zohre Esmaili a failli se noyer en traversant une rivière frontalière en Slovaquie. La famille a été emprisonnée pendant plusieurs jours en Ukraine où Esmaili est tombé gravement malade en raison de la malnutrition et de mauvaises conditions d'hygiène. Après son arrivée en Allemagne, la famille a d'abord séjourné dans trois foyers pour demandeurs d'asile à Darmstadt, Schwalbach et Calden, avant de déménager dans leur propre appartement à Vellmar près de Kassel,.

### Vie en Allemagne

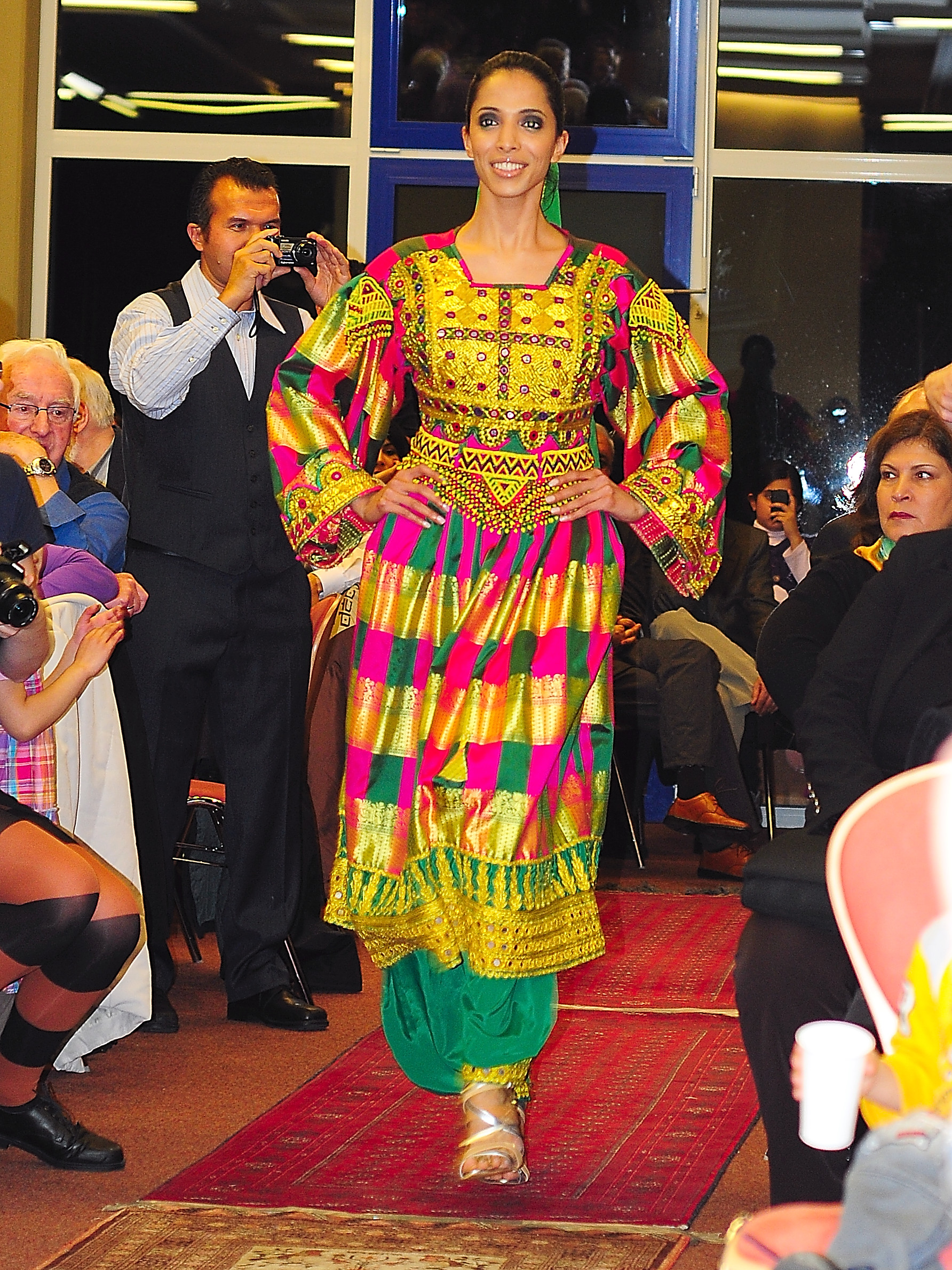
Zohre Esmaeli présente la mode afghane au défilé de mode « Afghanische Nacht » à Bad Kreuznach le 5 novembre 2011 en soutien à l'association caritative Afghanistan - Hilfe die ankommt (photo : S.Herler).

Zohre Esmaeli a fréquenté une école polyvalente (en) et, après un stage, elle a souhaité poursuivre la carrière d'ingénieur en électronique d'avions. Ses années scolaires ont été difficiles pour elle car elle et son frère étaient les seuls étrangers dans la classe de sa première école et aussi après avoir déménagé à Vellmar, elle a été victime d'intimidation dans son école d'Ahnatal. Bien qu'ils soient désormais en Allemagne, son père et ses frères aînés ont insisté pour qu'elle vive selon la tradition afghane et lui ont choisi un mari. Afin d'échapper aux pressions familiales et de vivre selon ses propres souhaits, Zohre Esmaeli a quitté sa famille au printemps 2003 à l'âge de 17 ans et a emménagé dans un foyer pour enfants. Après 12 jours, elle s'est enfuie et s'est cachée à Zuffenhausen, près de Stuttgart, vivant avec la famille de son petit ami d'alors. Durant sa première année de vie là-bas, elle n'a eu aucun contact avec sa famille. Plus tard, Esmaeli a rétabli une relation normale avec son père même si elle ne parle pas de son travail à la maison,,. Esmaeli parle quatre langues, le dari (sa langue maternelle), le persan, l'anglais et l'allemand.
Pendant trois semaines en juillet 2013, les voyageurs du S-Bahn de Düsseldorf ont pu voir une grande photo de 4 × 5 mètres d'Esmaeli sur le mur d'une maison vide et sans fenêtre, peinte par l'artiste à l'aérographe Andi Ponto. C'était un cadeau d'anniversaire de son petit ami qui vivait dans une maison en face du mur,. Sur ordre du propriétaire de la maison, le tableau devait être blanchi par l'artiste.
Son frère, Abdul Gharfour Esmaeli, est un boxeur poids lourds-légers qui a commencé sa carrière professionnelle à l'Internationale Box-Gala à Kassel en novembre 2012,.

## Carrière
Lorsque Zohre Esmaeli avait 16 ans, l'actuelle Miss Hessen l'a approchée lors d'une séance de shopping dans un magasin H&M à Kassel et lui a demandé si elle était mannequin et souhaitait se faire prendre en photo,. Elle a accepté et deux jours plus tard, elle est allée dans une agence de mannequins et a commencé à faire des tournages secrets sans le dire à ses parents. Son premier tournage a eu lieu à Francfort. Cependant, cela a rapidement pris fin lorsque sa famille l'a découvert et lui a interdit de continuer,,. Environ un an après avoir quitté sa famille et déménagé à Stuttgart, elle a repris sa carrière de mannequin. Ses premiers gros clients furent le fabricant de meubles Bretz qui en fit le centre d'une grande campagne publicitaire de 2003 à 2007 et le designer allemand Manfred Bogner qui la présenta à partir de 2007 dans de nombreuses publicités pour sa ligne de mode BONNIE qui furent publiées dans des revues comme Vogue. Bientôt, elle apparaît dans d'autres revues de mode et de style de vie comme Elle, Cosmopolitan, Madame, Zink, Lounge, InStyle (en) et Marie Claire. Le 30 avril 2004, Esmaeli a participé pour l'Afghanistan au concours de beauté Queen of the World à Munich,.
En 2006, le créateur belge Gerald Watelet découvre Esmaeli et elle défile pour sa marque lors de la Fashion Week de Paris. Elle apparaît actuellement dans des défilés de mode et des séances photo à New York, Paris, Milan et Berlin,.
En février 2014, Zohre Esmaeli a publié son livre Meine neue Freiheit. Von Kabul über den Laufsteg zu mir selbst dans lequel elle décrit son histoire, la situation à Kaboul, la fuite de plusieurs mois depuis l'Afghanistan et sa vie de réfugiée en Allemagne. Esmaeli travaille également comme conseillère de mode indépendante à Düsseldorf.
Zohre Esmaeli a conçu sa propre collection de mode « Zoraya » qui a été présentée pour la première fois lors d'un défilé de mode caritatif le 13 novembre 2015 à Berlin pour aider à collecter des fonds pour son nouveau projet « Culture Coaches » qui soutient les réfugiés.

## Engagements sociaux
Zohre Esmaeli travaille avec plusieurs associations caritatives allemandes. Elle soutient l'association caritative « Afghanistan - Hilfe die ankommt e.V. » à Bad Kreuznach en participant à des événements de collecte de fonds comme des défilés de mode et s'implique particulièrement dans leur projet de couture,. Elle soutient également le programme caritatif international Women for Women, développé par le Dr Marita Eisenmann-Klein, la secrétaire générale de la Société internationale de chirurgie plastique reconstructive et esthétique (IPRAS) et le Dr Constance Neuhann-Lorenz, président de l'assurance qualité de la Fondation internationale de chirurgie plastique (IPRAF), reconstructive et esthétique.
En 2014, Esmaeli a été nommée ambassadrice de l'Agence fédérale allemande de lutte contre la discrimination.

### «Sauver la société»
Esmaeli est ambassadrice de l'association caritative allemande Save Society qui lutte contre les discriminations. D'autres ambassadeurs de l'association sont l'escrimeuse allemande Monika Sozanska, le coureur Marius Broening, l'actrice Vanessa Eichholz et la productrice de films Catherine Ackermann. Les partisans officiels comprennent les membres du Bundestag allemand Stefan Kaufmann (en) et Hartmut Koschyk.

### Coachs culturels
Sur la base de sa propre expérience en tant que réfugiée Esmaeli, a fondé le projet « Culture Coaches » pour aider à l'intégration durable des réfugiés. Le projet veut donner dès le départ aux familles nouvellement arrivées un aperçu de la culture allemande et des valeurs de la société allemande en développant une didactique biculturelle et une équipe de tuteurs. Il est soutenu par la Bürgerstiftung Berlin, une fondation caritative sous le patronage de Wolfgang Thierse, qui a été créée en 1999 par des citoyens berlinois. Les coûts du projet ont été augmentés grâce au financement participatif et grâce à un événement de collecte de fonds pour les réfugiés le 13 novembre 2015 à Berlin, qui a permis d'atteindre l'objectif fixé de 40 000 euros.

## Apparitions à la télévision et aux émissions de radio
- Guten Abend, RTL (passage à la télévision en décembre 2011)
- Frank Elstner : Menschen der Woche, SWR (passage à la télévision le 11 février 2012)
- Couchgespräche, SWR-RP (passage à la télévision le 19 novembre 2012)
- glanz & gloria, SRF (passage à la télévision le 25 mai 2013)
- WDR Lokalzeit, WDR (passage à la télévision le 21 août 2013)
- Markus Lanz, ZDF (passage à la télévision le 20 février 2014)
- mittagsmagazin, ZDF (passage à la télévision le 21 février 2014)
- Eins zu Eins. Der Talk, BR Bayern 2 (passage à la radio le 30 mars 2014)
- SWR1 Leute, SWR (passage à la radio le 10 octobre 2014)
- hallo deutschland, ZDF (passage à la télévision le 12 novembre 2014)
- Hart aber fair (en), ARD (passage à la télévision le 23 février 2015)
- So gesehen - Talk am Sonntag, Sat.1 (passage à la télévision le 12 avril 2015)
- Christiane Amanpour: Sex & Love Around the World, épisode 4, Berlin (sur Netflix le 7 avril 2018)

## Vidéos musicales et cinématographiques
- Swarm (2011, vidéo musicale par Jens Hocher pour Badmarsh & Shri (en), récompensé pour le prix Intervideo - Young Talent award[46])
- The Grief of the Wind (2011, court métrage de Jens S. Achtert[47])

## Livres
- (de) Zohre Esmaeli, Barbara Opitz et Kuno Kruse, Meine neue Freiheit. Von Kabul über den Laufsteg zu mir selbst, Köln, Bastei Lübbe, 2014 (ISBN 978-3-404-60772-3)

## Exposition
- Zohre escaped (2013), Pfaffenhofen, photos de Richard Kienberger[48].